# Marie Fredriksson
Gun-Marie Fredriksson (Össjö (Skåne), 30 mei 1958 – Djursholm, 9 december 2019) was een Zweedse zangeres die vooral bekend was van de tweepersoonsband Roxette die ze samen met zanger Per Gessle vormde.

## Biografie
Marie Fredriksson groeide op in Östra Ljungby in Skåne en verhuisde later naar Halmstad. Ze volgde van 1975 tot 1977 een muzikale opleiding aan de Volkshogeschool in Svalöv. Fredriksson was sinds 1994 getrouwd en had twee kinderen: een dochter (1993) en een zoon (1996).
Voordat ze bekend werd met Roxette zong ze in eigen land in de bands Strul en Mamas Barn. Daarnaast had ze een solocarrière. De meeste cd's zijn Zweedstalig en lijken qua stijl weinig op Roxette. In 2003 ontving ze de Zweedse koninklijke onderscheiding Litteris et Artibus.
Op 11 september 2002 raakte ze thuis buiten bewustzijn. In het ziekenhuis werd een hersentumor geconstateerd, die vervolgens succesvol behandeld is. Haar soloalbum The Change (2004) is sterk door deze periode beïnvloed. In 2005 vertelde Fredriksson dat ze kankervrij is. Daardoor kon Roxette van 2010 tot en met begin 2016 weer touren, iets waar Fredriksson vanwege gezondheidsredenen en op aanraden van haar artsen midden 2016 weer mee moest stoppen: ze had opnieuw kanker. Fredriksson overleed op 9 december 2019 op 61-jarige leeftijd.

## Carrière

### Solo
In het begin van de jaren tachtig brak Fredriksson in Zweden door als soloartiest met vispop en rock. Haar eerste grote hit is Ännu doftar kärlek van het debuutalbum Het vind (1984). Aan dit album werkten Ulf Lundell en Niklas Strömstedt mee als songwriter. Lasse Lindbom werd al snel belangrijk, als producent, muzikant en songwriter. Door de jaren heen ging Fredriksson echter steeds meer zelf doen op het gebied van teksten, compositie, toonzetting en productie.
In de jaren tachtig werden Fredrikssons teksten gekenmerkt door sterke natuurlyrische elementen over de liefde, terwijl er in de jaren negentig ook een "spirituele" dimensie bij kwam, zoals in de hit Tro (1996). In de jaren negentig werd haar muziek iets minder sterk door de rock gekenmerkt dan in de jaren tachtig; er kwamen meer ballads bij. Fredrikssons zangtechniek was kenmerkend voor haar achtergrond in de pop, vispop en rock.

### Roxette
In 1986 richtte Fredriksson het Zweedse popduo Roxette op, samen met Per Gessle. Ze richtten zich op de internationale markt met hun debuutalbum Pearls of Passion, maar dit lukte niet. In Zweden was het album wel een succes. Het volgende album, Look Sharp! (1988), met liedjes als Dressed for Success,  Listen to your heart en The look leverde Roxette een internationale doorbraak op. Het liedje It must have been love werd in twee versies als single uitgegeven, de ene als kerstlied in 1987 en de tweede in 1990. De tweede versie werd een grote hit, omdat deze deel uitmaakte van de soundtrack van de film Pretty Woman. Gessle was songwriter en componist voor de meeste muziek van Roxette, en Clarence Öfwerman de producer. Fredriksson heeft echter ook enkele liedjes geschreven.

## Soloalbums
- Het vind (1983)
- Den sjunde vågen (1985)
- Efter stormen (1987)
- Den ständiga resan (1992)
- I en tid som vår (1996)
- Äntligen - Marie Fredrikssons bästa 1986-2000 (2000)
- The change (2004)
- Min bäste vän (2006)
- Tid för tystnad - Marie Fredrikssons ballader (2007)
- Nu! (2013)